# Mondondone

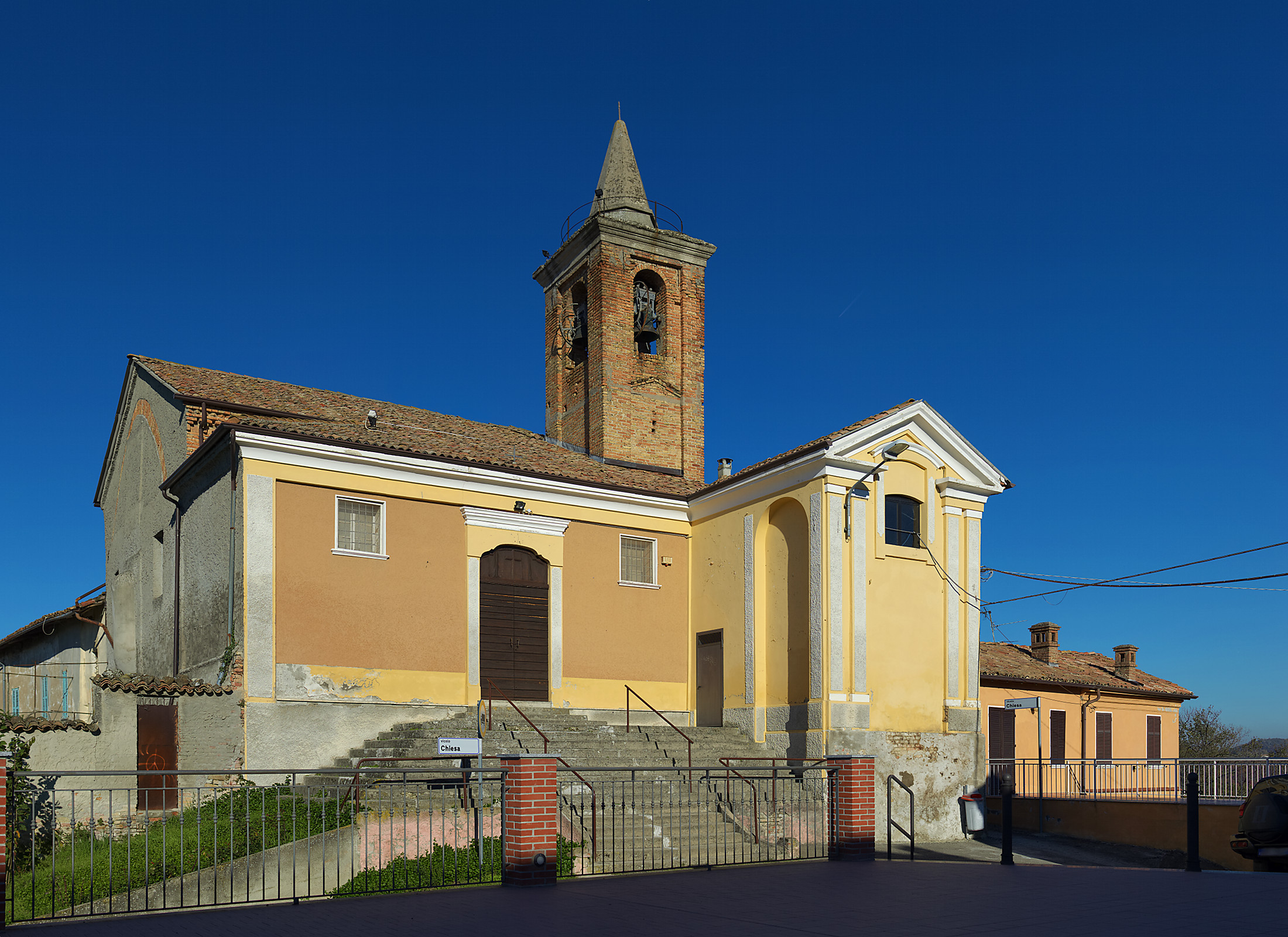
La chiesa di San Bartolomeo a Mondondone

Mondondone  è una frazione del comune di Codevilla, dista 2,13 Km. dal capoluogo, situata su di un piccolo cocuzzolo nelle prime pendici collinari dell'Oltrepò Pavese.

## Storia
Il toponimo Montedendonum viene citato in un atto di divisione tra i Malaspina, conti di Tortona, e gli Estensi. Già nel 996 vi esisteva un castello e in un atto di vendita del 1141 vi compaiono dei beni, allora era compreso nella contea di Tortona, e apparteneva in gran parte al Monastero del Senatore in Pavia.
Nel 1164 la città di Pavia ne acquisì anche il dominio politico, facendone sede di una delle podesterie o squadre in cui era diviso il territorio: il monastero del Senatore ne manteneva però la signoria e nominava il podestà.
Matteo ed Azzone Visconti agli inizi del XIV secolo, con l’aiuto dei Beccaria, occuparono Mondondone e lo fortificarono. Nel 1317 fu assediato dalle truppe del marchese del Monferrato.
Nel 1412 la squadra di Mondondone, comprendente anche Codevilla e l'attuale comune di Torrazza Coste nonché la frazione Garlassolo del comune di Retorbido, fu data in feudo a Rainaldo Beccaria del ramo di Pieve del Cairo. Nel 1610, estinti questi Beccaria, il feudo fu venduto ai conti Rovida di Pavia, cui restò fino all'abolizione del feudalesimo nel 1797.
In tutto questo periodo Mondondone era rimasto sede comunale. Con la costituzione della provincia di Voghera, nel regno Sabaudo, il feudo di Mondondone fu incamerato e il paese fu costituito capoluogo di comune che comprendeva Codevilla, Garlassolo, Casareggio, Maresco, Mogliasco, Muriasco, Nebiolo, Piana, Pragate, Rasei, Sant’Antonino, Torrazza, Trebio, Cadè, Riccagioia, Castellazzo, Case di Bertuggia. Nel 1814 Codevilla divenne sede comunale, e Mondondone fu ridotto a frazione.
Nel 1997 si sono svolti i festeggiamenti per il millenario di Mondondone.

## Monumenti e luoghi di interesse
- Castello di Mondondone
- Chiesa di San Bartolomeo

## Fossili e gesso
Nel secolo passato a Mondondone vi era una cava di gesso, il ritrovamento, sul pendio collinare, di numerosi fossili e calchi di conchiglie, riferibili al Conglomerato di Mondondone testimoniano l’antica presenza del mare in questo luogo durante l'alluvione zancleana.